# Heliconia colgantea
Heliconia colgantea är en enhjärtbladig växtart som beskrevs av R.R.Sm., G.S.Daniels och F.G.Stiles. Heliconia colgantea ingår i släktet Heliconia och familjen Heliconiaceae. Inga underarter finns listade.